# تكيف عصبي
التكيف العصبي أو التلاؤم الحسي هو انخفاض تدريجي في قابلية استجابة الجهاز الحسي لمنبه مستمر مع مرور الوقت. عادةً ما يُدرك هذا الانخفاض كتغير في المنبه. على سبيل المثال، عندما تستند اليد على طاولة، ينتقل الشعور بسطح الطاولة إلى الجلد على الفور. ومع ذلك، يتضاءل الإحساس بسطح الطاولة على الجلد لاحقًا وبشكل تدريجي حتى يصبح غير ملحوظ فعليًا. إذ تتوقف العصبونات الحسية التي تستجيب في البداية عن تحفيز استجابة؛ يُعد هذا مثالًا على التكيف العصبي.
تمتلك جميع الأجهزة الحسية والعصبية شكلًا من أشكال التكيف الذي يحدد باستمرار أي تغيير في البيئة. تخضع الخلايا المستقبلة العصبية التي تعالج التنبيه وتستقبله إلى تغيرات مستمرة لدى الثدييات والكائنات الحية الأخرى من أجل استشعار التغيرات الحيوية في بيئتها. تلعب شوارد الكالسيوم Ca2+ دورًا جوهريًا في العديد من الأجهزة العصبية، إذ ترسل ارتجاع سلبي عبر مسارات الإرسال الثانوية التي تسمح للخلايا المستقبلة العصبية بفتح القنوات أو إغلاقها استجابةً للتغيرات في تدفق الأيونات. توجد أيضًا أجهزة استقبال ميكانيكي تستخدم تدفق الكالسيوم في التأثير على عدد من البروتينات فيزيائيًا، إذ تحركها لتغلق القنوات أو تفتحها.
وظيفيًا، من المرجح أن التكيف يعزز نطاق استجابة العصبونات المحدود لتشفير الإشارات الحسية في مجالات ديناميكية أكبر بكثير بواسطة تغيير نطاق سعة المنبه. في التكيف العصبي، يوجد إحساس بالعودة إلى خط مرجعي بعد الاستجابة المنبهة. تشير التجارب الأخيرة إلى أن هذه الحالات المرجعية تتحدد من خلال التكيف طويل الأمد مع البيئة. تُعد معدلات التغير أو سرعة التكيف مؤشرًا هامًا في تتبع معدلات التغير المختلفة في البيئة أو في الكائن الحي نفسه.
تظهر الأبحاث الحالية أنه على الرغم من حدوث التكيف في مستويات متعددة لكل سبيل حسي، إلا أنه غالبًا ما يكون أقوى على المستوى «القشري» وأكثر تنبيهًا بالمقارنة مع «المستويات تحت القشرية». باختصار، يُعتقد أن التكيف العصبي يحدث في مستوى أكثر مركزية في القشرة المخية.

## التكيف البطيء والسريع
يوجد تكيف بطيء وتكيف سريع. يحدث التكيف السريع بشكل فوري عند وجود المنبه خلال مئات الميلي ثانية. بينما تستغرق عمليات التكيف البطيئة عدة دقائق أو ساعات أو حتى أيام. من الممكن أن يعتمد نوعا التكيف العصبي على آليات فيزيولوجية مختلفة. يعتمد النطاق الزمني الذي يتشكل التكيف خلاله ويتلاشى على المسار الزمني للتنبيه. ينتج التنبيه الوجيز تكيفًا يحدث من ثم يتلاشى، بينما يمكن للتنبيه المطول إنتاج أشكال أبطأ من التكيف وأكثر ديمومة. بالإضافة إلى ذلك، ظهر أن التنبيه الحسي المتكرر يقلل بشكل مؤقت من ازدياد النقل المشبكي المهادي القشري. وقد كان تكيف الاستجابات القشرية أقوى وأبطأ في التلاشي.

## التكيف البصري
يُعتبر التكيف سبب حدوث الظواهر الإدراكية مثل الصور التلوية والتأثير التلوي للحركة. في غياب حركات العين المثبتة، قد يتلاشى الإدراك البصري أو يختفي بسبب التكيف العصبي. عندما يتكيف التدفق البصري للمراقب مع اتجاه واحد للحركة الحقيقية، يمكن الحصول عندئذ على حركة متخيلة بسرعات مختلفة. إذا كانت الحركة المتخيلة في نفس الاتجاه المختبر أثناء التكيف، تتباطأ السرعة المتخيلة؛ أما إذا كانت الحركة المتخيلة بالاتجاه المعاكس، تتزايد السرعة المتخيلة؛ في حالة تعامد التكيف مع الحركات المتخيلة، تبقى السرعة المتخيلة غير متأثرة. أشارت الدراسات باستخدام الرسم المغناطيسي للدماغ (إم إي جي) إلى أن الأشخاص المعرضين لمنبه بصري متكرر على فترات قصيرة تضعف استجابتهم بالمقارنة مع المنبه الأول. خلصت النتائج إلى أن الاستجابات البصرية للتكرار قد أظهرت انخفاضًا معتبرًا في كل من قوة التنشيط وذروة الكمون مقارنةً بالاستجابة لمنبه جديد لكن لم يظهر انخفاض في مدة المعالجة العصبية.
على الرغم من الأهمية الكبيرة للحركة والصور فيما يتعلق بالتكيف، إلا أن التكيف الأكثر أهمية هو التكيف مع مستويات السطوع. عند دخول غرفة مظلمة أو مضاءة بشدة، يستغرق الأمر بعض الوقت للتكيف مع المستويات المختلفة. يمنح التكيف مع مستويات السطوع الثدييات القدرة على تحديد التغيرات في محيطها. وهذا ما يُدعى التكيف للظلام.

## التكيف السمعي
التكيف السمعي، كما هو الحال في التكيف الإدراكي مع الحواس الأخرى، هو عملية تكيف الفرد مع الأصوات والضجيج. أظهرت الأبحاث أن الأفراد يميلون إلى التكيف مع الأصوات خلال مرور الوقت، إذ يميلون إلى تمييزها بشكل أقل بعد فترة. يدمج التكيف الحسي الأصوات في صوت واحد متغير، عوضًا عن الإحساس بعدة أصوات منفصلة كسلسلة. علاوةً على ذلك، بعد الإدراك المتكرر، يميل الأفراد إلى التكيف مع الأصوات إلى درجة عدم وعيهم بتلقيها، أو يقومون «بحجبها». يتوقف الشخص الذي يعيش قرب سكك القطارات عن ملاحظة أصوات القطارات المارة في النهاية. بشكل مشابه، لا يلحظ شخص مقيم في المدن الكبرى أصوات حركة المرور بعد فترة. وإذا ما انتقل إلى منطقة مختلفة تمامًا، مثل الريف الهادئ، سيصبح الشخص واعيًا للصمت وصراصير الليل وما إلى ذلك.
يتطلب استقبال الصوت الميكانيكي مجموعةً معينةً من الخلايا المستقبلة المسماة الخلايا الشعيرية، التي تسمح بانتقال إشارات التدرج إلى العقد الحيزية حيث تُرسل الإشارة إلى الدماغ لمعالجتها. نظرًا إلى أن الاستقبال ميكانيكي، ويختلف عن الاستقبال الكيميائي، يعتمد تكيف الأصوات المحيطة بشكل كبير على الحركة الفيزيائية لفتح قنوات الكاتيون وإغلاقها في الأهداب الساكنة للخلية الشعرية. تكون قنوات التنبيغ الميكانيكي الكهربائي (إم إي تي)، التي توجد أعلى الأهداب الساكنة، مستعدةً لاكتشاف التوتر الناجم عن ميلان الحزمة الشعيرية. يولد ميلان الحزمة الشعيرية قوةً عبر سحب بروتينات ربط الأطراف التي تربط الأهداب الساكنة المتجاورة.

### التكيف مقابل الاعتياد
غالبًا ما يختلط مصطلح التكيف العصبي بالاعتياد. الاعتياد هو ظاهرة سلوكية بينما التكيف العصبي ظاهرة فيزيولوجية، رغم أنهما ليسا منفصلين تمامًا. خلال الاعتياد، يمتلك الشخص بعض القدرة الواعية على ملاحظة اعتياده على شيء ما. ومع ذلك، بالنسبة للتكيف العصبي، ليس لدى الشخص أية قدرة واعية. على سبيل المثال، إذا تكيف الشخص مع شيء ما (مثل رائحة أو عطر)، فليس بإمكانه إجبار نفسه شعوريًا على شم هذه الرائحة. يرتبط التكيف العصبي بشكل وثيق مع شدة المنبه: مع ازياد شدة الإضاءة، يزداد مقدار تكيف الحواس بشدة معها. بالمقارنة، يختلف الاعتياد وفقًا للمنبه. يمكن أن يحدث الاعتياد بشكل فوري مع وجود منبه ضعيف، لكن مع وجود منبه قوي، قد لا يعتاد الحيوان على الإطلاق، يُعتبر النسيم البارد مقابل إنذار الحريق مثالًا على ذلك. يتميز الاعتياد أيضًا بمجموعة من الخصائص التي يجب استيفاؤها كي يُطلق على العملية اعتياد.

### التكيف المحرض دوائيًا
يمكن أن يحدث التكيف العصبي عبر وسائل غير طبيعية. قد تؤدي الأدوية المضادة للاكتئاب، مثل تلك التي تسبب انخفاضًا في تنظيم المستقبل الأدريناليني-β، إلى حدوث تكيفات عصبية سريعة في الدماغ. من خلال خلق تكيف سريع في تنظيم هذه المستقبلات، تستطيع الأدوية خفض تأثيرات التوتر لدى المرضى الذين يتعاطون الدواء.

### تكيف ما بعد الإصابة
أظهرت الدراسات على أطفال تعرضوا لإصابات دماغية في مرحلة الطفولة المبكرة حدوث تكيف عصبي بطيء عقب الإصابة. أظهر الأطفال الذين يعانون من إصابات مبكرة في مناطق تطور اللغويات، والإدراك المكاني والوجدان خللًا في تلك المناطق بالمقارنة مع الأطفال السليمين. ومع ذلك، بسبب التكيف العصبي، لوحظ تطور معتبر في تلك المناطق مع دخولهم سن المدرسة.